# П'єтрен
П'єтре́н — порода свиней м'ясного типу.

## Історія
Назва походить від невеликого села валлонського муніципалітету Жодуань. Порода набрала популярності у важкий період на свинному ринку в 1950-1951 роках . У 1960-х свині цієї породи були завезені до Німеччини, де головними районами розведення є Шлезвіг-Гольштейн, Північна Рейн-Вестфалія, а також Баден-Вюртемберг. У Німеччині вони широко використовуються при схрещуванні для покращення якості свинини.
У 2004 році порода була вдосконалена дослідниками з Льєзького університету.  

## Характеристика
Зовнішній вигляд досить цікавий своєю фізіологічною будовою: вони великі, з коротким масивним тілом. Крижова кістка та окорока широкі.   
Свині породи п'єтрен мають яскраве забарвлення (білі з чорними плямами). Вони мускулисті, досягають близько 80 см зросту в холці та до 300 кг ваги. Середньодобовий приріст ваги свиней на відгодівлі становить понад 800 грамів. Для виробництва 1 кг свинини необхідно менше ніж 2,4 кг корму.

## Продуктивність
Порода займає першість серед інших свиней, адже попит через відмінний вихід м'яса досить високий: з однієї свині виходить близько 60-70% м'яса і тільки 10-30% сала. Дану породу розводять не для отримання сала, а з метою отримання дієтичного м'яса, яке не містить жиру, має ніжний і солодкий післясмак. Воно цінується гурманами в усьому світі. .
Самки дають невелике потомство та мало молока. Не всім поросятам його вистачає, і деякі з них гинуть. Здорові — набирають вагу регулярно, за день вони можуть стати важче на півкілограма. За 8 місяців вони набирають 90 кг.